# Código de tipo de partición
En los métodos principales para definir las tablas de particiones de los espacios de almacenamiento, se tiene un código de tipo de partición para indicar que tipo de contenido tiene cada partición. De esta forma se permite que el sistema operativo sepa cómo gestionar los datos contenidos en su interior.

## Códigos para particiones en MBR
En cada entrada de la tabla de particiones se usa un byte para identificar el tipo de partición. Este espacio es muy pequeño por lo que algunos código se han usado para designar varios tipos de particiones.
Hola buenas tardes
Algunos de los valores asignados son los siguientes:
- 0x00 Empty
- 0x01 DOS 12-bit FAT
- 0x02 XENIX root
- 0x03 XENIX /usr
- 0x04 DOS 3.0+ 16-bit FAT (up to 32M)
- 0x05 DOS 3.3+ Extended Partition
- 0x06 DOS 3.31+ 16-bit FAT (over 32M)
- 0x07 OS/2 IFS (e.g., HPFS)
- 0x07 Windows NT NTFS
- 0x07 exFAT
- 0x07 Advanced Unix
- 0x07 QNX2.x pre-1988 (see below under IDs 4d-4f)
- 0x08 OS/2 (v1.0-1.3 only)
- 0x08 AIX boot partition
- 0x08 SplitDrive
- 0x08 Commodore DOS
- 0x0x08 DELL partition spanning multiple drives
- 0x08 QNX 1.x and 2.x ("qny")
- 0x09 AIX data partition
- 0x09 Coherent filesystem
- 0x09 QNX 1.x and 2.x ("qnz")
- 0x0a OS/2 Boot Manager
- 0x0a Coherent swap partition
- 0x0a OPUS
- 0x0b WIN95 OSR2 FAT32
- 0x0c WIN95 OSR2 FAT32, LBA-mapped
- 0x0d SILICON SAFE
- 0x0e WIN95: DOS 16-bit FAT, LBA-mapped
- 0x0f WIN95: Extended partition, LBA-mapped
- 0x10 OPUS (?)
- 0x11 Hidden DOS 12-bit FAT
- 0x11 Leading Edge DOS 3.x logically sectored FAT
- 0x12 Configuration/diagnostics partition
- 0x14 Hidden DOS 16-bit FAT <32M
- 0x14 AST DOS with logically sectored FAT
- 0x16 Hidden DOS 16-bit FAT >=32M
- 0x17 Hidden IFS (e.g., HPFS)
- 0x18 AST SmartSleep Partition
- 0x19 Unused
- 0x1b Hidden WIN95 OSR2 FAT32
- 0x1c Hidden WIN95 OSR2 FAT32, LBA-mapped
- 0x1e Hidden WIN95 16-bit FAT, LBA-mapped
- 0x20 Unused
- 0x21 Reserved
- 0x21 Unused
- 0x22 Unused
- 0x23 Reserved
- 0x24 NEC DOS 3.x
- 0x26 Reserved
- 0x27 PQservice
- 0x27 Windows RE hidden partition
- 0x27 MirOS partition.
- 0x27 RouterBOOT kernel partition
- 0x2a AtheOS File System (AFS)
- 0x2b SyllableSecure (SylStor)
- 0x31 Reserved
- 0x32 Alien Internet Services nOS [3] [4] [5]
- 0x33 Reserved
- 0x34 Reserved
- 0x35 JFS on OS/2 or eCS
- 0x36 Reserved
- 0x38 THEOS ver 3.2 2gb partition
- 0x39 Plan 9 partition
- 0x39 THEOS ver 4 spanned partition
- 0x3a THEOS ver 4 4gb partition
- 0x3b THEOS ver 4 extended partition
- 0x3c PartitionMagic recovery partition
- 0x3d Hidden NetWare
- 0x40 Venix 80286
- 0x40 PICK
- 0x41 Linux/MINIX (sharing disk with DRDOS)
- 0x41 Personal RISC Boot
- 0x41 PPC PReP (Power PC Reference Platform) Boot
- 0x42 Linux swap (sharing disk with DRDOS)
- 0x42 SFS (Secure Filesystem)
- 0x42 Windows 2000 dynamic extended partition marker
- 0x43 Linux native (sharing disk with DRDOS)
- 0x44 GoBack partition
- 0x45 Boot-US boot manager
- 0x45 Priam
- 0x45 EUMEL/Elan
- 0x46 EUMEL/Elan
- 0x47 EUMEL/Elan
- 0x48 EUMEL/Elan
- 0x4a Mark Aitchison's ALFS/THIN lightweight filesystem for DOS
- 0x4a AdaOS Aquila (Withdrawn)
- 0x4c Oberon partition
- 0x4d QNX4.x
- 0x4e QNX4.x 2nd part
- 0x4f QNX4.x 3rd part
- 0x4f Oberon partition
- 0x50 OnTrack Disk Manager (older versions) ROns older than 1.3.14 do not coexist with DM.
- 0x50 Lynx RTOS
- 0x50 Native Oberon (alt)
- 0x51 OnTrack Disk Manager RW (DM6 Aux1)
- 0x51 Novell
- 0x52 CP/M
- 0x52 Microport SysV/AT
- 0x53 Disk Manager 6.0 Aux3
- 0x54 Disk Manager 6.0 Dynamic Drive Overlay (DDO)
- 0x55 EZ-Drive
- 0x56 Golden Bow VFeature Partitioned Volume.
- 0x56 DM converted to EZ-BIOS
- 0x56 AT&T MS-DOS 3.x logically sectored FAT.
- 0x57 DrivePro
- 0x57 VNDI Partition
- 0x5c Priam EDisk
- 0x61 SpeedStor
- 0x63 Unix System V (SCO, ISC Unix, UnixWare, ...), Mach, GNU Hurd
- 0x64 PC-ARMOUR protected partition
- 0x64 Novell Netware 286, 2.xx
- 0x65 Novell Netware 386, 3.xx or 4.xx
- 0x66 Novell Netware SMS Partition
- 0x67 Novell
- 0x68 Novell
- 0x69 Novell Netware 5+, Novell Netware NSS Partition
- 0x6e ??
- 0x70 DiskSecure Multi-Boot
- 0x70 DiskSecure Multi-Boot
- 0x71 Reserved
- 0x72 V7/x86
- 0x73 Reserved
- 0x74 Reserved
- 0x74 Scramdisk partition
- 0x75 IBM PC/IX
- 0x76 Reserved
- 0x77 M2FS/M2CS partition
- 0x77 VNDI Partition
- 0x78 XOSL FS
- 0x7e Unused
- 0x7f Unused
- 0x80 MINIX until 1.4a
- 0x81 MINIX since 1.4b, early Linux
- 0x81 Mitac disk manager
- 0x82 Prime
- 0x82 Solaris x86
- 0x82 Linux swap
- 0x83 Linux native partition
- 0x84 Hibernation partition
- 0x85 Linux extended partition
- 0x86 Old Linux RAID partition superblock
- 0x86 FAT16 volume set
- 0x87 NTFS volume set
- 0x88 Linux plaintext partition table
- 0x8a Linux Kernel Partition (used by AiR-BOOT)
- 0x8b Legacy Fault Tolerant FAT32 volume
- 0x8c Legacy Fault Tolerant FAT32 volume using BIOS extd INT 13h
- 0x8d Free FDISK 0.96+ hidden Primary DOS FAT12 partitition
- 0x8e Linux Logical Volume Manager partition
- 0x90 Free FDISK 0.96+ hidden Primary DOS FAT16 partitition
- 0x91 Free FDISK 0.96+ hidden DOS extended partitition
- 0x92 Free FDISK 0.96+ hidden Primary DOS large FAT16 partitition
- 0x93 Hidden Linux native partition
- 0x93 Amoeba
- 0x94 Amoeba bad block table
- 0x95 MIT EXOPC native partitions
- 0x96 CHRP ISO-9660 filesystem
- 0x97 Free FDISK 0.96+ hidden Primary DOS FAT32 partitition
- 0x98 Free FDISK 0.96+ hidden Primary DOS FAT32 partitition (LBA)
- 0x98 Datalight ROM-DOS Super-Boot Partition
- 0x99 DCE376 logical drive
- 0x9a Free FDISK 0.96+ hidden Primary DOS FAT16 partitition (LBA)
- 0x9b Free FDISK 0.96+ hidden DOS extended partitition (LBA)
- 0x9e ForthOS partition
- 0x9f BSD/OS
- 0xa0 Laptop hibernation partition
- 0xa1 Laptop hibernation partition
- 0xa1 HP Volume Expansion (SpeedStor variant)
- 0xa3 HP Volume Expansion (SpeedStor variant)
- 0xa4 HP Volume Expansion (SpeedStor variant)
- 0xa5 BSD/386, 386BSD, NetBSD, FreeBSD
- 0xa6 OpenBSD
- 0xa6 HP Volume Expansion (SpeedStor variant)
- 0xa7 NeXTStep
- 0xa8 Mac OS-X
- 0xa9 NetBSD
- 0xaa Olivetti Fat 12 1.44MB Service Partition
- 0xab Mac OS-X Boot partition
- 0xab GO! partition
- 0xad RISC OS ADFS
- 0xae ShagOS filesystem
- 0xaf ShagOS swap partition
- 0xaf MacOS X HFS
- 0xb0 BootStar Dummy
- 0xb1 HP Volume Expansion (SpeedStor variant)
- 0xb1 QNX Neutrino Power-Safe filesystem
- 0xb2 QNX Neutrino Power-Safe filesystem
- 0xb3 HP Volume Expansion (SpeedStor variant)
- 0xb3 QNX Neutrino Power-Safe filesystem
- 0xb4 HP Volume Expansion (SpeedStor variant)
- 0xb6 HP Volume Expansion (SpeedStor variant)
- 0xb6 Corrupted Windows NT mirror set (master), FAT16 file system
- 0xb7 Corrupted Windows NT mirror set (master), NTFS file system
- 0xb7 BSDI BSD/386 filesystem
- 0xb8 BSDI BSD/386 swap partition
- 0xbb Boot Wizard hidden
- 0xbc Acronis backup partition
- 0xbd BonnyDOS/286
- 0xbe Solaris 8 boot partition
- 0xbf New Solaris x86 partition
- 0xc0 CTOS
- 0xc0 REAL/32 secure small partition
- 0xc0 NTFT Partition
- 0xc0 DR-DOS/Novell DOS secured partition
- 0xc1 DRDOS/secured (FAT-12)
- 0xc2 Unused
- 0xc2 Hidden Linux
- 0xc3 Hidden Linux swap
- 0xc4 DRDOS/secured (FAT-16, < 32M)
- 0xc5 DRDOS/secured (extended)
- 0xc6 DRDOS/secured (FAT-16, >= 32M)
- 0xc6 Windows NT corrupted FAT16 volume/stripe set
- 0xc7 Windows NT corrupted NTFS volume/stripe set
- 0xc7 Syrinx boot
- 0xc8 Reserved for DR-DOS 8.0+
- 0xc9 Reserved for DR-DOS 8.0+
- 0xca Reserved for DR-DOS 8.0+
- 0xcb DR-DOS 7.04+ secured FAT32 (CHS)/
- 0xcc DR-DOS 7.04+ secured FAT32 (LBA)/
- 0xcd CTOS Memdump?
- 0xce DR-DOS 7.04+ FAT16X (LBA)/
- 0xcf DR-DOS 7.04+ secured EXT DOS (LBA)/
- 0xd0 REAL/32 secure big partition
- 0xd0 Multiuser DOS secured partition
- 0xd1 Old Multiuser DOS secured FAT12
- 0xd4 Old Multiuser DOS secured FAT16 <32M
- 0xd5 Old Multiuser DOS secured extended partition
- 0xd6 Old Multiuser DOS secured FAT16 >=32M
- 0xd8 CP/M-86
- 0xda Non-FS Data
- 0xda Powercopy Backup
- 0xdb Digital Research CP/M, Concurrent CP/M, Concurrent DOS
- 0xdb CTOS (Convergent Technologies OS -Unisys)
- 0xdb KDG Telemetry SCPU boot
- 0xde Dell PowerEdge Server utilities (FAT fs)
- 0xdf DG/UX virtual disk manager partition
- 0xdf BootIt EMBRM
- 0xe0 Reserved by STMicroelectronics for a filesystem called ST AVFS.
- 0xe1 DOS access or SpeedStor 12-bit FAT extended partition
- 0xe3 DOS R/O or SpeedStor
- 0xe4 SpeedStor 16-bit FAT extended partition < 1024 cyl.
- 0xe5 Tandy MSDOS with logically sectored FAT
- 0xe6 Storage Dimensions SpeedStor
- 0xe8 LUKS
- 0xea Rufus extra partition
- 0xea Freedesktop boot
- 0xeb BeOS BFS
- 0xec SkyOS SkyFS
- 0xed Unused
- 0xee Indication that this legacy MBR is followed by an EFI header
- 0xef Partition that contains an EFI file system
- 0xf0 Linux/PA-RISC boot loaderne, optionally including a kernel and ramdisk.
- 0xf1 Storage Dimensions SpeedStor
- 0xf2 DOS 3.3+ secondary partition
- 0xf3 Reserved
- 0xf4 SpeedStor large partition
- 0xf4 Prologue single-volume partition
- 0xf5 Prologue multi-volume partition
- 0xf6 Storage Dimensions SpeedStor
- 0xf7 DDRdrive Solid State File System
- 0xf9 pCache
- 0xfa Bochs
- 0xfb VMware File System partition
- 0xfc VMware Swap partition
- 0xfd Linux raid partition with autodetect using persistent superblock
- 0xfe SpeedStor > 1024 cyl.
- 0xfe LANstep
- 0xfe IBM PS/2 IML (Initial Microcode Load) partition, located at the end of the disk.
- 0xfe Windows NT Disk Administrator hidden partition
- 0xfe Linux Logical Volume Manager partition (old)
- 0xff Xenix Bad Block Table

## Códigos para tablas de particiones GPT
Las tablas de particiones GUID reservan 16 bytes de cada entrada para ubicar un GUID que indique el tipo de partición de que se trata.
Algunos de los códigos de tipo de partición definidos son:
- EFI System                     C12A7328-F81F-11D2-BA4B-00A0C93EC93B
- MBR partition scheme           024DEE41-33E7-11D3-9D69-0008C781F39F
- Intel Fast Flash               D3BFE2DE-3DAF-11DF-BA40-E3A556D89593
- BIOS boot                      21686148-6449-6E6F-744E-656564454649
- Sony boot partition            F4019732-066E-4E12-8273-346C5641494F
- Lenovo boot partition          BFBFAFE7-A34F-448A-9A5B-6213EB736C22
- PowerPC PReP boot              9E1A2D38-C612-4316-AA26-8B49521E5A8B
- ONIE boot                      7412F7D5-A156-4B13-81DC-867174929325
- ONIE config                    D4E6E2CD-4469-46F3-B5CB-1BFF57AFC149
- Microsoft reserved             E3C9E316-0B5C-4DB8-817D-F92DF00215AE
- Microsoft basic data           EBD0A0A2-B9E5-4433-87C0-68B6B72699C7
- Microsoft LDM metadata         5808C8AA-7E8F-42E0-85D2-E1E90434CFB3
- Microsoft LDM data             AF9B60A0-1431-4F62-BC68-3311714A69AD
- Windows recovery environment   DE94BBA4-06D1-4D40-A16A-BFD50179D6AC
- IBM General Parallel Fs        37AFFC90-EF7D-4E96-91C3-2D7AE055B174
- Microsoft Storage Spaces       E75CAF8F-F680-4CEE-AFA3-B001E56EFC2D
- HP-UX data                     75894C1E-3AEB-11D3-B7C1-7B03A0000000
- HP-UX service                  E2A1E728-32E3-11D6-A682-7B03A0000000
- Linux swap                     0657FD6D-A4AB-43C4-84E5-0933C84B4F4F
- Linux filesystem               0FC63DAF-8483-4772-8E79-3D69D8477DE4
- Linux server data              3B8F8425-20E0-4F3B-907F-1A25A76F98E8
- Linux root (x86)               44479540-F297-41B2-9AF7-D131D5F0458A
- Linux root (ARM)               69DAD710-2CE4-4E3C-B16C-21A1D49ABED3
- Linux root (x86-64)            4F68BCE3-E8CD-4DB1-96E7-FBCAF984B709
- Linux root (ARM-64)            B921B045-1DF0-41C3-AF44-4C6F280D3FAE
- Linux root  (IA-64)             993D8D3D-F80E-4225-855A-9DAF8ED7EA97
- Linux reserved                 8DA63339-0007-60C0-C436-083AC8230908
- Linux home                     933AC7E1-2EB4-4F13-B844-0E14E2AEF915
- Linux RAID                     A19D880F-05FC-4D3B-A006-743F0F84911E
- Linux extended boot            BC13C2FF-59E6-4262-A352-B275FD6F7172
- Linux LVM                      E6D6D379-F507-44C2-A23C-238F2A3DF928
- FreeBSD data                   516E7CB4-6ECF-11D6-8FF8-00022D09712B
- FreeBSD boot                   83BD6B9D-7F41-11DC-BE0B-001560B84F0F
- FreeBSD swap                   516E7CB5-6ECF-11D6-8FF8-00022D09712B
- FreeBSD UFS                    516E7CB6-6ECF-11D6-8FF8-00022D09712B
- FreeBSD ZFS                    516E7CBA-6ECF-11D6-8FF8-00022D09712B
- FreeBSD Vinum                  516E7CB8-6ECF-11D6-8FF8-00022D09712B
- Apple HFS/HFS+                 48465300-0000-11AA-AA11-00306543ECAC
- Apple UFS                      55465300-0000-11AA-AA11-00306543ECAC
- Apple RAID                     52414944-0000-11AA-AA11-00306543ECAC
- Apple RAID offline             52414944-5F4F-11AA-AA11-00306543ECAC
- Apple boot                     426F6F74-0000-11AA-AA11-00306543ECAC
- Apple label                    4C616265-6C00-11AA-AA11-00306543ECAC
- Apple TV recovery              5265636F-7665-11AA-AA11-00306543ECAC
- Apple Core storage             53746F72-6167-11AA-AA11-00306543ECAC
- Solaris boot                   6A82CB45-1DD2-11B2-99A6-080020736631
- Solaris root                   6A85CF4D-1DD2-11B2-99A6-080020736631
- Solaris /usr & Apple ZFS       6A898CC3-1DD2-11B2-99A6-080020736631
- Solaris swap                   6A87C46F-1DD2-11B2-99A6-080020736631
- Solaris backup                 6A8B642B-1DD2-11B2-99A6-080020736631
- Solaris /var                   6A8EF2E9-1DD2-11B2-99A6-080020736631
- Solaris /home                  6A90BA39-1DD2-11B2-99A6-080020736631
- Solaris alternate sector       6A9283A5-1DD2-11B2-99A6-080020736631
- Solaris reserved 1             6A945A3B-1DD2-11B2-99A6-080020736631
- Solaris reserved 2             6A9630D1-1DD2-11B2-99A6-080020736631
- Solaris reserved 3             6A980767-1DD2-11B2-99A6-080020736631
- Solaris reserved 4             6A96237F-1DD2-11B2-99A6-080020736631
- Solaris reserved 5             6A8D2AC7-1DD2-11B2-99A6-080020736631
- NetBSD swap                    49F48D32-B10E-11DC-B99B-0019D1879648
- NetBSD FFS                     49F48D5A-B10E-11DC-B99B-0019D1879648
- NetBSD LFS                     49F48D82-B10E-11DC-B99B-0019D1879648
- NetBSD concatenated            2DB519C4-B10E-11DC-B99B-0019D1879648
- NetBSD encrypted               2DB519EC-B10E-11DC-B99B-0019D1879648
- NetBSD RAID                    49F48DAA-B10E-11DC-B99B-0019D1879648
- ChromeOS kernel                FE3A2A5D-4F32-41A7-B725-ACCC3285A309
- ChromeOS root fs               3CB8E202-3B7E-47DD-8A3C-7FF2A13CFCEC
- ChromeOS reserved              2E0A753D-9E48-43B0-8337-B15192CB1B5E
- MidnightBSD data               85D5E45A-237C-11E1-B4B3-E89A8F7FC3A7
- MidnightBSD boot               85D5E45E-237C-11E1-B4B3-E89A8F7FC3A7
- MidnightBSD swap               85D5E45B-237C-11E1-B4B3-E89A8F7FC3A7
- MidnightBSD UFS                0394EF8B-237E-11E1-B4B3-E89A8F7FC3A7
- MidnightBSD ZFS                85D5E45D-237C-11E1-B4B3-E89A8F7FC3A7
- MidnightBSD Vinum              85D5E45C-237C-11E1-B4B3-E89A8F7FC3A7
- Ceph Journal                   45B0969E-9B03-4F30-B4C6-B4B80CEFF106
- Ceph Encrypted Journal         45B0969E-9B03-4F30-B4C6-5EC00CEFF106
- Ceph OSD                       4FBD7E29-9D25-41B8-AFD0-062C0CEFF05D
- Ceph crypt OSD                 4FBD7E29-9D25-41B8-AFD0-5EC00CEFF05D
- Ceph disk in creation          89C57F98-2FE5-4DC0-89C1-F3AD0CEFF2BE
- Ceph crypt disk in creation    89C57F98-2FE5-4DC0-89C1-5EC00CEFF2BE
- OpenBSD data                   824CC7A0-36A8-11E3-890A-952519AD3F61
- QNX6 file system               CEF5A9AD-73BC-4601-89F3-CDEEEEE321A1
- Plan 9 partition               C91818F9-8025-47AF-89D2-F030D7000C2C